# Dafuyingzi
Dafuyingzi (kinesiska: 大夫营子, 大夫营子乡) är en socken i Kina. Den ligger i den autonoma regionen Inre Mongoliet, i den norra delen av landet, omkring 570 kilometer öster om regionhuvudstaden Hohhot. Antalet invånare är 14033. Befolkningen består av 6 715 kvinnor och 7 318 män. Barn under 15 år utgör 15,0 %, vuxna 15-64 år 73 %, och äldre över 65 år 10,0 %.
Genomsnittlig årsnederbörd är 550 millimeter. Den regnigaste månaden är juni, med i genomsnitt 144 mm nederbörd, och den torraste är januari, med 3 mm nederbörd.